# نكهة الحب
نكهة الحب (بالكورية: 당신의 맛) هو مسلسل تلفزيوني كوري جنوبي من تأليف هان جون هي، وسيناريو جونغ سو يون، وإخراج بارك دان هي، وبطولة كانغ ها نول، وغو مين شي. عُرض على قناة إي إن أ في 12 مايو الى 10 يونيو 2025، وبث فترة الاثنين والثلاثاء الساعة 10:00 بتوقيت كوريا، وهو متاح على نتفليكس دولياً.

## القصة
قصة حب في المطبخ، أشبه بحرب بين هان بوم وو، وريث شركة أغذية كبيرة، يدير أفضل مطعم فاخر في سول، لكنه لا يهتم بالذوق، ومو يون جو، الطاهية المهووسة بالذوق، والتي تدير مطعمًا صغيرًا بدون لافتة في منطقة ريفية. يكبران معًا ويقعان في الحب أثناء إدارتهما لمطعم صغير في مدينة ميرايك، جيونجو.

## الممثلون
- كانغ ها نيول في دور هان بوم وو[2]

وريث مجموعة شركات يصبح "صائد وصفات" من خلال الاستحواذ على مطاعم صغيرة ودمجها ليرث شركة أغذية.
- غو مين شي في دور مو يون جو[2]

طاهية عنيدة تدير مطعمًا بطاولة واحدة دون لافتة في جيونجو.
- كيم شين روك بدور جين ميونغ سوك[2]

الموظف المتميز في مطعم النودلز الأكثر شهرة في المنطقة.
- يو سو بن في دور شين تشون سيونغ[2]

الزعيم المحلي المتهور.
- ههونغ هوا إيون في دور جانغ يونغ هاي[3]
- يو يون سيوك[4]
- باي نارا
- بارك جيهون

## الإنتاج
المخرج هان جون هي، الذي شارك في سلسلة دي بي: أيام الكلب (2021) ككاتب سيناريو، و‌بطل الصف الاول الضعيف (2022) كمخرج إبداعي، يشارك كمبدع عام. الكاتب جونغ سو يون، والمخرج بارك دان هي، شارك في إخراج بطل الصف الاول الضعيف، قد تعاونا للعمل على المسلسل. تم التخطيط له من قبل كي تي استديو وإنتاج شورتكيك.
في 17 أكتوبر 2024، أعلن عن أن كانغ ها نول، وغو مين شي، وكيم شين روك، ويو سو بين أكدوا ظهورهم في المسلسل. وفي 13 ديسمبر 2024، أكد يو يون سيوك ظهوره الخاص في المسلسل.

## الاطلاق
عرض مسلسل «نكهة الحب» لأول مرة على قناة ENA وجيني تيفي في 12 مايو 2025، ويذاع كل يوم اثنين وثلاثاء في تمام الساعة 22:00 (KST). كما يتوفر المسلسل للبث على نتفليكس في مناطق مختارة.

## المشاهدات
| الموسم | الموسم | رقم الحلقة | رقم الحلقة | رقم الحلقة | رقم الحلقة | رقم الحلقة | رقم الحلقة | رقم الحلقة | رقم الحلقة | رقم الحلقة | رقم الحلقة | المتوسط |
| الموسم | الموسم | 1          | 2          | 3          | 4          | 5          | 6          | 7          | 8          | 9          | 10         | المتوسط |
| ------ | ------ | ---------- | ---------- | ---------- | ---------- | ---------- | ---------- | ---------- | ---------- | ---------- | ---------- | ------- |
|        | 1      | 372        | 521        | 622        | 741        | 795        | 780        | 761        | 721        | 628        | 882        | 682     |

| الحلقات                                                                                      | تاريخ البث    | تقييمات (نيلسن كوريا) | تقييمات (نيلسن كوريا) |
| الحلقات                                                                                      | تاريخ البث    | على الصعيد الوطني     | سول                   |
| -------------------------------------------------------------------------------------------- | ------------- | --------------------- | --------------------- |
| 1                                                                                            | 12 مايو 2025  | 1.591%                | 1.622%                |
| 2                                                                                            | 13 مايو 2025  | 2.010%                | 2.150%                |
| 3                                                                                            | 19 مايو 2025  | 2.469%                | 2.588%                |
| 4                                                                                            | 20 مايو 2025  | 3.102%                | 2.907%                |
| 5                                                                                            | 26 مايو 2025  | 3.404%                | 3.203%                |
| 6                                                                                            | 27 مايو 2025  | 3.271%                | 3.079%                |
| 7                                                                                            | 2 يونيو 2025  | 2.974%                | 2.653%                |
| 8                                                                                            | 3 يونيو 2025  | 2.969%                | 2.703%                |
| 9                                                                                            | 9 يونيو 2025  | 2.849%                | 2.679%                |
| 10                                                                                           | 10 يونيو 2025 | 3.801%                | 3.277%                |
| متوسط                                                                                        | متوسط         | 2.844%                | 2.686%                |
| - في الجدول أعلاه، تمثل الأرقام الزرقاء أدنى التقييمات وتمثل الأرقام الحمراء أعلى التقييمات. |               |                       |                       |

## روابط خارجية
- الموقع الرسمي
- نكهة الحب على موقع IMDb (الإنجليزية)
- نكهة الحب على موقع نتفليكس (الإنجليزية)
- نكهة الحب على موقع فيلمافينيتي (الإسبانية)
- نكهة الحب على موقع قاعدة بيانات الفيلم (الإنجليزية)